# Jet (gruppo musicale australiano)
I Jet sono un gruppo musicale rock di Melbourne, in Australia, salito alla ribalta nel 2003 con l'album di debutto Get Born, che ha venduto oltre 3,5 milioni di copie in tutto il mondo.
Sulla band è evidente l'influsso di storici gruppi rock quali Beatles, Sex Pistols, Kinks, AC/DC, The Doors, Oasis, Rolling Stones e Led Zeppelin. I singoli più conosciuti sono Are You Gonna Be My Girl e Rollover DJ. Fino al 2009 la band ha venduto 6,5 milioni di dischi in tutto il mondo. La band si sciolse nel 2012, per poi riformarsi nel 2016.

## Storia

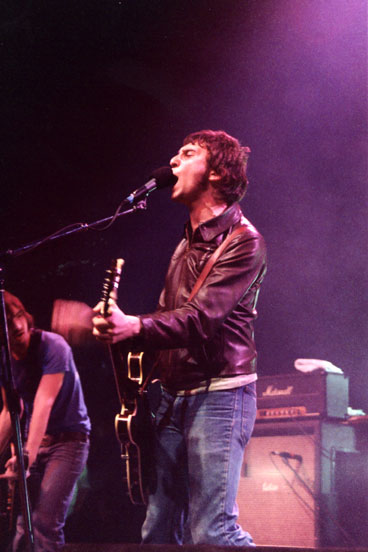
Nic Cester in concerto a Chicago

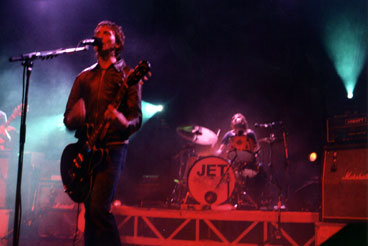
Nic e Chris Cester

I fratelli Nic e Chris Cester, di origini italiane, sono cresciuti a Melbourne ascoltando rock classico degli anni sessanta e settanta, appassionandosi a band come Who, Easybeats, Faces e soprattutto Rolling Stones e Beatles. Decisero di formare una band con Cameron Muncey e Mark Wilson. Il gruppo prese il nome da una canzone dei Wings, dall'album  Band on the Run (1973) e iniziò a esibirsi nei locali nei pressi di Melbourne. Il brano Radio Song, dal loro album Get Born, parla delle difficoltà che il gruppo incontrava in quel periodo a farsi conoscere.
Nel 2002 la band pubblicò l'extended play Dirty Sweet, nome tratto da un verso della canzone di T.Rex Get It On (Bang A Gong). Stampato in sole mille copie, riscosse successo, tanto che ne furono stampate altrettante. L'EP fu pubblicato nel periodo in cui i Vines, si sciolsero e dunque l'attenzione per il rock australiano era molto vivo. La rivista britannica NME ottenne una copia dell'EP dei Jet ed elogiò il brano Take It Or Leave It in esso contenuto. L'etichetta Elektra Records offrì al gruppo un contratto e la band stampò nuovamente l'EP Dirty Sweet nel 2003.
I Jet entrarono dunque nei Sunset Sound Studios a Los Angeles con Dave Sardy per produrre il loro album di debutto Get Born, fortemente influenzato dalle rock band classiche anni sessanta come Rolling Stones e Beatles. Sardy aveva già prodotto per artisti come Oasis, Marilyn Manson e Dandy Warhols. L'album prende il suo nome da un verso dalla canzone di Bob Dylan Subterranean Homesick Blues, tratto dal disco Bringing It All Back Home. A metà delle registrazioni la band fu chiamata dai Rolling Stones, che offrirono loro di fare da apertura per i concerti in Australia nel loro tour del 2003.
Nel settembre 2005 la band fece da supporto agli Oasis durante il tour di Don't Believe the Truth negli Stati Uniti d'America.
Nell'ottobre 2006 i Jet pubblicarono l'album Shine On, preceduto già in agosto dal singolo di successo Put Your Money Where Your Mouth Is e ad ottobre da Bring It On Back. La band partecipò alla colonna sonora del film TMNT con il brano Rip it Up, stessa canzone adottata dalla WWE come sigla per il SummerSlam 2010.
Nel 2007 i membri del gruppo aprirono anche alcune date del tour di A Bigger Bang dei Rolling Stones, tra cui il concerto londinese alla O2 Arena del 23 agosto.
Il 25 agosto 2009 i Jet pubblicarono l'album Shaka Rock, anticipato dal singolo She's a Genius.
Nel dicembre 2009 i Jet aprirono i concerti dei Green Day nelle tappe australiane del tour mondiale di 21st Century Breakdown.
L'8 giugno 2010 Nic Cester prese parte, allo stadio di San Siro, ad un live dei Muse cantando Back in Black  degli AC/DC con Matthew Bellamy alla chitarra. Nello stesso tour, in altre date, ci furono altre collaborazioni con la band inglese.
Da settembre a novembre 2010 i Jet si esibirono in Australia a supporto del Sunsets Farewell Tour dei Powderfinger.
Nic Cester e Cameron Muncey si presero una pausa, mentre Wilson e Chris Cester formarono una band doom-disco di nome DAMNDOGS e pubblicarono il loro primo album, Strange Behaviour, il 9 agosto 2011 su iTunes.
Il 26 marzo 2012, con un comunicato sul proprio sito ufficiale, la band annunciò lo scioglimento affinché i suoi componenti potessero "seguire percorsi creativi separati".
Nel settembre 2016 fu annunciato che i Jet si sarebbero riformati e che avrebbero aperto, nel 2017, cinque date per Bruce Springsteen e la Street Band. Nell'ottobre 2016 fu annunciato che i Jet avrebbero tenuto il loro primo concerto dopo sei anni al Taronga Zoo di Sydney nel febbraio 2017. Il 31 gennaio 2017 i Jet tornarono sulle scene esibendosi al Gasometer Hotel di Melbourne; la scaletta del concerto conteneva 23 brani tratti dai tre dischi della band.
Nel 2018 la band annunciò un tour australiano per celebrare i 15 anni dalla pubblicazione dell'album Get Born; dalle esibizioni fu tratto un album dal vivo, intitolato Get Born Live e uscito nel maggio 2018. Seguì un breve tour nel Regno Unito nell'ottobre 2019, prima della fine delle attività del gruppo.
Nel 2021 Nic Cester riprese la carriera da solista, partecipando al disco You've Always Been Here del supergruppo The Jaded Hearts Club, uscito nell'ottobre 2020, e pubblicando il disco solistico The Skipping Girl nel 2021. Mark Wilson, invece, iniziò a esibirsi con l'Australian Rock Collective, noto anche come ARC, insieme ad altri tre musicisti australiani. 
Alla fine del 2022 Cester rivelò in un'intervista che erano in corso colloqui per rimettere insieme la band. La reunion del gruppo fu ufficializzata nel giugno 2023, con l'annuncio di un tour australiano per celebrare, nel successivo settembre, il ventennale di Get Born. Nel novembre 2023 i Jet furono inseriti nell'ARIA Hall of Fame.
Nell'aprile 2024 hanno annunciato di essere al lavoro per un album di inediti e nel mese seguente hanno pubblicato come singolo la nuova canzone Hurry Hurry, con la cover di Un'avventura di Lucio Battisti come lato b.

## Formazione
- Nic Cester - chitarra e prima voce
- Cameron Muncey - chitarra e voce
- Mark Wilson - basso e pianoforte
- Chris Cester - batteria e voce

### Supporto in studio e live
- Stevie Hesket - pianoforte e tastiere

## Discografia
Album in studio
- 2003 - Get Born
- 2006 - Shine On
- 2009 - Shaka Rock

Album live
- 2018 - Get Born Live

EP
- 2003 - Dirty Sweet

Raccolte
- 2004 - Rare Tracks

Singoli
- 2003 - Are You Gonna Be My Girl
- 2003 - Rollover DJ
- 2004 - Look What You've Done
- 2004 - Cold Hard Bitch
- 2004 - Get Me Outta Here
- 2006 - Put Your Money Where Your Mouth Is
- 2009 - She's a Genius
- 2009 - Black Hearts (On Fire)
- 2010 - Seventeen
- 2024 - Hurry Hurry